# Elysius flavoabdominalis
Elysius flavoabdominalis är en fjärilsart som beskrevs av Rothschild 1935. Elysius flavoabdominalis ingår i släktet Elysius och familjen björnspinnare. Inga underarter finns listade i Catalogue of Life.